# Tổ Đại Thọ
Tổ Đại Thọ (chữ Hán: 祖大壽, ? – 1656), tên tự là Phục Vũ, người Ninh Viễn, Liêu Đông (nay là Hưng Thành, Liêu Ninh), tướng lãnh cuối đời Minh, từng 2 lần hàng Thanh. Ông cùng Hà Khả Cương, Triệu Suất Giáo từng được Viên Sùng Hoán ca ngợi là Liêu Đông tam kiệt .

## Dõng dõi nhà tướng, đại thắng Ninh – Cẩm
Ông sinh ra trong một đại tộc ở Liêu Đông, tự nhận là hậu duệ của danh tướng Tổ Địch. 3 anh em Đại Thọ, Đại Nhạc, Đại Bật đều làm tướng. Ông là cậu của Ngô Tam Quế.
Ban đầu Đại Thọ làm Tĩnh Đông Doanh du kích. Kinh lược Hùng Đình Bật tâu lên khen ngợi các tướng trung cần, ông nằm trong số ấy. Đầu đời Thiên Khải (1621 – 1627), Quảng Ninh tuần phủ Vương Hóa Trinh dùng làm Trung quân du kích. Quảng Ninh bị phá, Đại Thọ chạy ra đảo Giác Hoa. Đại học sĩ Tôn Thừa Tông ra làm Đốc sư, lấy ông giúp Tham tướng Kim Quan giữ đảo.
Năm Thiên Khải thứ 3 (1623), Thừa Tông theo lời bàn của Tham chánh đạo Viên Sùng Hoán, đắp thành Ninh Viễn, lệnh làm cho cao rộng, Đại Thọ đốc trách việc này. Xong, tháng 1 năm thứ 5 (1625), quân Hậu Kim của Nỗ Nhĩ Cáp Xích đến, đào hầm mà đánh, ông giúp Sùng Hoán giữ thành, nổ pháo gây thương vong cho mấy trăm tên địch. Nỗ Nhĩ Cáp Xích đánh không nổi, dời quân sang cướp đảo Giác Hoa, chém Kim Quan, giết hơn vạn sĩ tốt.
Năm thứ 7 (1627), Hoàng Thái Cực cất quân đánh Ninh Viễn, Sùng Hoán lệnh Đại Thọ đem 4000 tinh binh quấy nhiễu phía sau quân Kim, bọn tổng binh Mãn Quế, Vưu Thế Uy đưa quân đến giúp, giao chiến dưới thành Ninh Viễn. Quân Kim đánh Cẩm Châu không được, lại gặp thời tiết oi bức, đành phải lui chạy, sử gọi là "Đại thắng Ninh Cẩm".

## Cứu viện Bắc Kinh, giành lại Vĩnh Bình
Sùng Trinh đế lên ngôi (1627), dùng Sùng Hoán làm Đốc sư, thăng Đại Thọ làm Tiền phong tổng binh, đeo ấn Chinh Liêu tiền phong tướng quân, giữ Cẩm Châu. Hoàng Thái Cực cùng Đại Thọ thư từ qua lại, muốn sai sứ điếu tang Thiên Khải đế, còn muốn chúc mừng vua mới, ông đáp thư từ chối. Qua 2 năm (1629), quân Kim xâm phạm Kinh đô, Sùng Hoán soái bọn Đại Thọ về cứu, Sùng Trinh đế triệu kiến ở Binh đài, úy lạo, lệnh cho bọn họ đặt doanh trại ở đông nam thành chống giặc.
Sùng Hoán bị luận tội "dẫn địch hiếp hòa" (ý nói đưa quân Kim vào xâm phạm, nhằm uy hiếp triều đình chấp nhận hòa nghị) mà tống giam, Đại Thọ sợ đến bủn rủn, muốn quay về Liêu Đông, lại nghe nói Võ kinh lược Mãn Quế nắm hết binh tướng Ninh Viễn, không phục, bèn đưa bộ hạ nhắm hướng đông mà chạy, ra khỏi Sơn Hải Quan, xa gần chấn động. Sùng Trinh đế sai Sùng Hoán viết thư chiêu dụ, Thừa Tông cũng sai sứ an ủi, ông ngầm cho dâng lên bài văn tự trình bày, xin lập công chuộc tội cho Sùng Hoán. Đại Thọ nói như vậy, Đế cũng đáp chỉ vỗ về.
Mùa xuân năm sau (1630), quân Kim hạ 4 thành Vĩnh Bình, Hoàng Thái Cực nghe được nơi ở của họ hàng ông cách Vĩnh Bình 30 dặm, mệnh cho bắt về. một con trai của anh Đại Thọ, hai con trai của ông cùng thân thuộc bị bắt, được cấp nhà để ở, nhưng bị quân Kim giám sát.
Quân Kim lui khỏi Vạn Lý Trường Thành, để lại bọn Bối lặc A Mẫn giữ 4 thành. Thừa Tông lệnh cho Sơn Tây tổng binh Mã Thế Long, Sơn Đông tổng binh Dương Thiệu Cơ hội quân với bọn phó tướng Tổ Đại Nhạc, Tổ Khả Pháp, Trương Hoằng Mô, Lưu Thiên Lộc, Tào Cung Thành, Mạnh Khảm đánh Loan Châu. Hạ xong Loan Châu thì áp sát Vĩnh Bình, bọn A Mẫn bỏ 4 thành mà chạy. Đại Thọ lại về giữ Cẩm Châu.

## Thất thủ Đại Lăng Hà

### Lừa trốn về Cẩm Châu
Đại Thọ nói với Thạch Đình Trụ, tướng Kim đảm trách việc đàm phán nhận hàng, rằng: "Người làm sao không chết cho được? Nay không thể trung với nước, cũng muốn bào toàn cho vợ con. Vợ con ta ở Cẩm Châu, Hoàng Thái Cực có cách nào giúp ta gặp được vợ con chăng?" Hoàng Thái Cực lệnh cho Đình Trụ cùng Đạt Hải trở lại ban dụ, lập tức yêu cầu Đại Thọ trình bày mưu kế. Ông sai Trung quân phó tướng Thi Đại Dũng đến doanh Kim, nói rằng sau khi đầu hàng sẽ soái tùy tòng vờ trốn thoát về Cẩm Châu, tìm cơ hội dâng thành.
Ngày 28 tháng 10, Đại Thọ mở cửa thành, đưa toàn bộ quan, tướng đến doanh Kim, được Hoàng Thái Cực tiếp đón trọng thể.
Hôm sau, Hoàng Thái Cực mệnh bọn Bối lặc A Ba Thái đem 4000 người mặc trang phục Hán, theo Đại Thọ đi lấy Cẩm Châu, gặp sương mù dày đặc, không thể lên đường. Hôm sau nữa là ngày sóc của tháng 11, Đại Thọ đưa cháu trai Trạch Viễn cùng 26 tùy tùng vào Cẩm Châu, được Thạch Đình Trụ, Khố Nhĩ Triền đưa tiễn, trong đêm vượt Tiểu Lăng Hà, lên bờ thì đi bộ.
Mấy ngày sau, Đại Thọ từ Cẩm Châu truyền lời với các tướng rằng: "Ngày trước lên đường vội vã, tùy tùng ít ỏi, (mà) phủ thành phòng ngự nghiêm ngặt, quân đội đông đảo, chưa thể ra tay." Lại sai sứ báo với Hoàng Thái Cực, Hoàng Thái Cực gởi thư trả lời, dặn chớ quên lời hẹn trước.

## 10 năm giữ Cẩm Châu

### Ky mi của nhà Minh
Đại Thọ mới vào Cẩm Châu, nói dối rằng đột vây mà ra, Liêu Đông tuần phủ Khâu Hòa Gia biết ông đã hàng Kim, ngầm tâu lên triều đình, Sùng Trinh đế muốn dùng Đại Thọ làm ky mi, nên không cho hỏi đến; chỉ có bọn tướng Mông Cổ là Tang Cát Nhĩ Tắc cứu viện bất lực, nên lệnh cho ông trị tội. Bọn Tang Cát Nhĩ Tắc muốn bắt Đại Thọ đi hàng Kim, ông cùng họ ăn thề rồi bỏ qua cho nhau. Sùng Trinh đế triệu Đại Thọ về triều, sứ giả đi lại đôi ba lần, ông đều từ chối.
Hoàng Thái Cực từ Đại Lăng Hà trở về, cướp Tuyên Phủ, hạ Lữ Thuận. Được 2 năm (1634), sai A Sơn, Đàm Thái, Đồ Nhĩ Cách trước sau đi Cẩm Châu trách mắng. Năm sau nữa (1635), sai Bối lặc Đa Đạc soái quân đánh Cẩm Châu, Đa Đạc lệnh cho bọn A Sơn, Thạch Đình Trụ, Đồ Lại, Ngô Bái, Lang Cầu, Sát Cáp Lạt đưa 400 người làm tiền khu. Đại Thọ lệnh cho phó tướng Lưu Ứng Tuyển, Mục Lộc, Ngô Tam Quế, tham tướng Tang Cát Nhĩ Tắc, Trương Quốc Trung, Vương Mệnh Thế, Chi Minh Hiển đưa 2700 quân ra chống lại, phó tướng giữ thành Tùng Sơn là bọn Lưu Thành Công, Triệu Quốc Chí đưa 800 người đến hội. Quân Minh gặp bọn A Sơn ở phía tây Đại Lăng Hà, Đa Đạc dẫn hậu quân từ trên núi đánh xuống, bụi mù bốc cao, bọn Lưu Ứng Tuyển tan chạy. Quân Kim diệt 500 người, bắt sống bọn du kích Tào Đắc Công, thu được hơn 200 con ngựa, giáp trụ không đếm xuể. Đa Đạc lui quân.

### Giằng co với nhà Thanh
Hoàng Thái Cực đổi niên hiệu là Sùng Đức (1636), phong quan chức cho các con cháu của Đại Thọ và bọn hàng tướng Minh, sai sứ ban sắc đòi ông trình bày sách lược tiến binh, Đại Thọ không trả lời.
Tháng 10 năm Sùng Trình thứ 11 (1638), Hoàng Thái Cực tự đưa quân đánh nhà Minh, soái Trịnh thân vương Tể Nhĩ Cáp Lãng, Dự thân vương Đa Đạc ra Ninh Viễn, Cẩm Châu đại đạo; Duệ thân vương Đa Nhĩ Cổn nắm cánh trái, từ Thanh Sơn Quan mà vào; Bối lặc Nhạc Thác nắm cánh phải, từ Tường Tử Lĩnh mà vào. Đại Thọ đang đóng đồn ở Trung Hậu Sở , đưa quân tập kích Đa Đạc, quân đội Thổ Mặc Đặc  chạy trước, Đa Đạc cũng thua chạy. Hôm sau, Đa Đạc hợp binh với Tể Nhĩ Cáp Lãng ra đánh, Đại Thọ thu binh không quay lại giao chiến. Hoàng Thái Cực tự soái quân đến Trung Hậu Sở, trước sau 2 lần sai sứ yêu cầu Đại Thọ gặp mặt, ông rốt cục không ra. Bọn Thạch Đình Trụ, Mã Quang Viễn, Khổng Hữu Đức đánh hạ các đài bảo lân cận, Hoàng Thái Cực mệnh cho lui quân, tuyên bố đại thắng.
Tháng 2 năm thứ 12 (1639), Hoàng Thái Cực cất quân phạt Minh, lấy Vũ Anh quận vương A Tể Cách làm tiền phong, tự mình đốc quân vây Tùng Sơn, chia quân đánh Liên Sơn, Tháp Sơn, Hạnh Sơn. Sùng Trinh đế triệu Đại Thọ về cứu, ông vừa mới lên đường, quân Thanh đến, nên lui về giữ Ninh Viễn. Khi ấy Trạch Viễn giữ Hạnh Sơn, Đại Thọ sai 3 viên bộ tướng, 900 quân theo đường thủy đi cứu, nửa đêm vào thành. Quân Cát Bố Thập Hiền  đuổi theo phía sau, bắt kịp, cướp được 1 chiếc thuyền, giết 50 người. Hoàng Thái Cực sai sứ đến Cẩm Châu dụ vợ ông, dạy bà đem lẽ lợi hại khuyên Đại Thọ về hàng. Ông tuyển quân Mông, Hán đều được 300 người, sai Tổ Khắc Dũng cùng bọn phó tướng Dương Chấn, Từ Xương Vĩnh ra giữ bên ngoài Cẩm Châu; đến cửa sông Ô Hân, giao chiến với 160 lính thú Mãn, Mông do A Nhĩ Tát Lan soái lãnh. Chấn bị bắt, 84 người bị giết, 150 con ngựa bị lấy mất. Khắc Dũng dựa vào núi lập trại, Hoàng Thái Cực tự đốc quân Ba Nha Lạt phá trại, Xương Vĩnh bị chém, Khắc Dũng bị bắt, 311 người bị giết, 411 con ngựa bị lấy mất. Quân Thanh đánh Tùng Sơn, không hạ được, gặp lúc 2 cánh trái, phải trở lại, Hoàng Thái Cực mệnh cho bãi binh lui về Thịnh Kinh. Đại Thọ lại vào Cẩm Châu. Năm ấy quân Thanh mấy lần vào cướp Cẩm Châu, Ninh Viễn, Tùng Sơn, Hạnh Sơn, đều không thành công, bắt được người, của thì lập tức lui về.

### Đầu hàng lần thứ 2
Tháng 3 năm thứ 13 (1640), nhà Thanh mệnh cho Trịnh thân vương Tể Nhĩ Cáp Lãng, Bối lặc Đa Đạc soái quân ra đóng đồn làm ruộng ở Nghĩa Châu. Tháng 5, Hoàng Thái Cực đi Nghĩa Châu thị sát, đầu mục Mông Cổ là bọn Tô Ban Đại ở phía tây thành Hạn Sơn sai sứ xin hàng, Hoàng Thái Cực mệnh cho bọn Tể Nhĩ Cáp Lãng soái 1500 quân Ba Nha Lạt đi đón. Đại Thọ dò biết quân Thanh ít người, lệnh cho Du kích Đái Minh cùng Tùng Sơn tổng binh Ngô Tam Quế, Hạnh Sơn tổng binh Lưu Chu Trí hợp 7000 quân tập kích, Tể Nhĩ Cáp Lãng lui chạy để nhử, rồi quay lại đánh cho quân Minh đại bại. Hoàng Thái Cực tự đi xem thành Cẩm Châu, đánh Ngũ Lý Đài ở phía đông thành, Lượng Mã Đài ở phía bắc thành, đều hạ được, cắt hết lúa rồi trở về. Hoàng Thái Cực mệnh cho bọn Tể Nhĩ Cáp Lãng, Đa Nhĩ Cổn luân phiên đánh Cẩm Châu.
Tháng 3 năm thứ 14 (1641), Tể Nhĩ Cáp Lãng mệnh cho các cánh quân lập doanh trại quanh thành. Đại Thọ lệnh cho lính Mông Cổ giữ tường thấp, bọn Bối lặc Nặc Mộc Tề sai sứ xin hàng, mở cửa đông của thành ngoài (nguyên văn: quách) đón quân Thanh. Ông nghe tin, đưa quân ra khỏi thành trong (nguyên văn: tử thành), giao chiến với quân Mông Cổ. Quân Thành áp sát thành ngoài, được quân Mông Cổ thả dây thừng, vịn lấy mà trèo lên, thổi tù và tấn công. Đại Thọ lui về giữ thành trong, quân Thành vượt qua thành ngoài, bắt được hơn 10 viên bì tướng cùng 5367 nam nữ. Viện quân Minh từ Hạnh Sơn đến, Tể Nhĩ Cáp Lãng sắp đặt mai phục đánh cho đại bại, bị giết 170, bị bắt 4374 người, bị lấy mất 160 con ngựa, 76 bộ giáp.
Tháng 5, Hồng Thừa Trù đốc quân đến cứu. Tháng 6, Đa Nhĩ Cổn đổi phiên. Hoàng Thái Cực sai học sĩ La Thạc đưa thư của bọn Tổ Trạch Nhuận chiêu hàng Đại Thọ. Tháng 7, Hoàng Thái Cực tự đem quân phá quân Minh, bắt Thừa Trù. Em Đại Thọ là tổng binh Đại Nhạc, du kích Đại Danh, Đại Thành ở trong quân Thừa Trù, cũng bị bắt. Hoàng Thái Cực thả Đại Thành vào Cẩm Châu. Ông sai sứ đến chỗ quân Thanh, nói nếu gặp được Đại Nhạc, sẽ hàng; có lệnh cho gặp, Đại Thọ lại sai sứ xin hẹn thề. Tể Nhĩ Cáp Lãng giận nói: "Thành sớm tối sẽ hạ được, còn hẹn thề làm gì?" ra dáng muốn tấn công. Ông sai Trạch Viễn cùng Trung quân Cát Huân đến chỗ quân Thanh nhận tội. Hôm sau, Đại Thọ soái quan tướng ra hàng, ngay hôm ấy các Cố sơn (tức là Kỳ) Ngạch chân (tức là Đô thống hay Kỳ chủ) đưa quân vào thành. Đó là ngày 8 tháng 3 năm Sùng Đức thứ 7 (1642) nhà Thanh.
Hoàng Thái Cực nghe tin, sai Tể Nhĩ Cáp Lãng, Đa Nhĩ Cổn úy dụ Đại Thọ, rồi lệnh cho chiêu hàng 2 thành Hạnh Sơn, Tháp Sơn; Tể Nhĩ Cáp Lãng, Đa Nhĩ Cổn đưa quân đến đóng ở đó.

## Kết cục an lành
Bọn A Tể Cách, A Đạt Lễ đưa bọn Đại Thọ về, Thanh Thái Tông Hoàng Thái Cực triệu kiến bọn họ ở điện Sùng Chánh. Đại Thọ nhận tội chết, Thanh Thái Tông nói: "Ngươi phản bội ta vì chủ của ngươi, vì vợ con dòng họ của ngươi vậy. Trẫm thường nói với các đại thần Nội viện: Nếu Tổ Đại Thọ mà không chết, về sau lại đầu hàng, thì trẫm nhất định không giết. Việc cũ đã qua, từ nay về sau gắng sức vì trẫm mà làm việc vậy!"
Tháng 6, Ô Chân Siêu Cáp chia làm Bát Kỳ, lấy Trạch Nhuận làm Chánh Hoàng kỳ Cố sơn Ngạch chân, Khả Pháp, Trạch Hồng, Quốc Trân, Trạch Viễn làm Mai lặc Ngạch chân của các kỳ Chánh Hoàng, Chánh Hồng, Tương Lam, Tương Bạch. Các hàng tướng ở Đại Lăng Hà trước đây chỉ có hư danh, đến nay mới được cầm quân. Đại Thọ thuộc Chánh Hoàng kỳ, mệnh cho vẫn làm tổng binh, được đãi ngộ rất hậu. Có nhiều ý kiến cho rằng không nên tin dùng bọn hàng tướng, nhất là Tổ Đại Thọ, tránh đi vào vết xe đổ ở Đại Lăng Hà. Nhưng Thanh Thái Tông muốn sủng ái Tổ Đại Thọ để lung lạc các tướng lãnh nhà Minh ở biên thùy, sai ông viết thư chiêu hàng Ngô Tam Quế. Tam Quế đáp thư không theo. Ông xin phát binh đánh Trung Hậu Sở, bắt hết cả họ của Tam Quế.
Năm Thuận Trị đầu tiên (1644), quân Thanh chiếm được Bắc Kinh, Đại Thọ cũng theo vào. Năm thứ 13 (1656), mất.